# Ninna
Ninna (japanisch 仁和) ist eine japanische Ära (Nengō) von  März 885 bis Mai 889 nach dem gregorianischen Kalender. Der vorhergehende Äraname ist Gangyō, die nachfolgende Ära heißt Kanpyō. Die Ära fällt in die Regierungszeit der Kaiser (Tennō) Kōkō und Uda. 
Der erste Tag der Ninna-Ära entspricht dem 11. März 885, der letzte Tag war der 29. Mai 889. Die Ninna-Ära dauerte fünf Jahre oder 1541 Tage.

## Ereignisse
- 887 Tennō Kōkō  stirbt
- 887 Ninna Erdbeben mit einem großen Tsunami in der Bucht von Osaka
- 888 Fertigstellung des buddhistischen Tempelkomplexes Ninna-ji
- 888 Ninna-Flut nach Dammbruch am Shinano-Fluss infolge des Erdbebens